# Barthélemy Girerd
Barthélemy Girerd est un homme politique français né le 11 août 1748 à Tarare (Rhône) et décédé le 4 avril 1827 au même lieu. Médecin, il est député du Tiers-État aux États généraux de 1789 pour la sénéchaussée de Lyon, votant avec la majorité. Il est conseiller d'arrondissement sous le Consulat et Maire de Tarare.

## Biographie

### Enfance et jeunesse
Barthélémy Girerd est né le 11 août 1748 à Tarare (Rhône), il est le quatrième fils de Barthélémy Girerd (1708-1769) dit "le jeune", procureur fiscal de la juridiction de Tarare, et d'Antoinette Chossinon (1724-1798).
Il fait ses études dans sa ville de naissance avant d'être envoyé a l'Université de Montpellier pour y étudier la médecine. Il se marie en 1773 avec Elizabeth Lespinasse (1749-1827), il est alors Docteur en médecine et même temps subdélégué de l'Intendance de Tarare.
À la suite de son grand dévouement lors d'une grave épidémie décimant la région son comportement est remonté au Roi, ce dernier lui aurait envoyé des lettres de noblesse. Anoblissement dont il ne reste aucune trace aujourd'hui car il l'aurait vraisemblablement refusé soit par humilité soit par convictions politique (opinions hostiles à la royauté). Il est toutefois désigné comme "Noble Barthélémy Girerd, Docteur en médecine de l'Université de Montpellier" dans au moins deux actes notariés de 1773 et 1776.

### Député aux États Généraux de 1789 et Parcours politique
Pénétré des idées sociales et philosophiques de l'époque et décrit comme un ami du peuple, il est élu député du Tiers-État pour la sénéchaussée de Lyon aux États-Généraux de 1789 (cette élection pour le Tiers-État confirmerait qu'il n'ai pas été anobli). Il demande aux États-Généraux que Tarare devienne le chef-lieu du district. Il est signataire du Serment du jeu de Paume.
Barthélémy Gired, dans la continuité de son mandat aux États-Généraux, est député de l'Assemblée nationale constituante où il siège au Comité de salubrité. Il devient ainsi le premier des Girerd à devenir député et à faire partie d'une assemblée constituante (Frédéric Girerd, député à l'Assemblée nationale constituante de 1848 puis Cyprien Girerd député à l'Assemblée nationale constituante de 1871).
Barthélémy Girerd n'est pas réélu député et ne fit pas partie de l'Assemblée législative. Il devient entre mai 1792 et décembre 1792, Maire de Tarare en succédant à son oncle, Jean-Baptiste Chossignon. C'est lorsqu'il est maire que la Convention est proclamée, il est élu en tant qu'électeur de sa section. Malgré ses opinions républicaines, il devient suspect en raison de ses croyances religieuses. En raison de ses réticences à s'acquitter de sa charge de commissaire chargé de la division des biens des émigrés et des rebelles, il est étroitement surveillé et doit quitter Tarare à cause d'une dénonciation venant d'un certain Jean-Marie Lapalus. Une fois les troubles de la révolution terminés, il revient dans sa ville natale.
En 1802, il est président du Conseil de vote pour un collège électoral d'arrondissement.
Le 1er mai 1806, il est nommé conseiller municipal de Tarare, et le 15 décembre, membre de l'Administration des hospices de Sainte-Madeleine à Tarare. Il est Maire à deux reprises, du 12 septembre 1814 au 31 mai 1815 et du 7 juillet 1815 au 23 novembre 1815 (par ordonnance royale). Il sert donc l'État français et sa ville sous trois régimes différents : la Monarchie, l'Empire et la République.
Le 4 avril 1827, Barthélémy Girerd meurt en sa demeure place du marché à Tarare.
Une rue porte son nom dans la ville de Tarare.

## Détail des mandats et des fonctions

### Mandats parlementaires
- 9 juillet 1789 - 30 septembre 1791 : Député de l'Assemblée nationale constituante
- 30 avril 1789 - 9 juillet 1789 : Député du Tiers-État aux États-Généraux de 1789 de la Sénéchaussée de Lyon

### Mandats locaux
- juillet 1815 - novembre 1815 : Maire de Tarare
- septembre 1814 - mai 1815 : Maire de Tarare
- mai 1792 - décembre 1792 : Maire de Tarare
- Conseiller municipal de Tarare
- Conseiller d'arrondissement sous le Consulat
- Administrateur et receveur de l'hospice de Sainte-Madeleine (Tarare)[2]

## Sources
- « Barthélemy Girerd », dans Adolphe Robert et Gaston Cougny, Dictionnaire des parlementaires français, Edgar Bourloton, 1889-1891 [détail de l’édition]
- Archives parlementaires tome 1, sur Gallica